# Typhonium digitatum
Typhonium digitatum är en kallaväxtart som beskrevs av Wilbert Leonard Anna Hetterscheid och Sookchaloem. Typhonium digitatum ingår i släktet Typhonium och familjen kallaväxter.
Artens utbredningsområde är Thailand. Inga underarter finns listade.